# Jüdischer Friedhof (Kladno)
Koordinaten: 50° 9′ 18″ N, 14° 6′ 24,5″ O

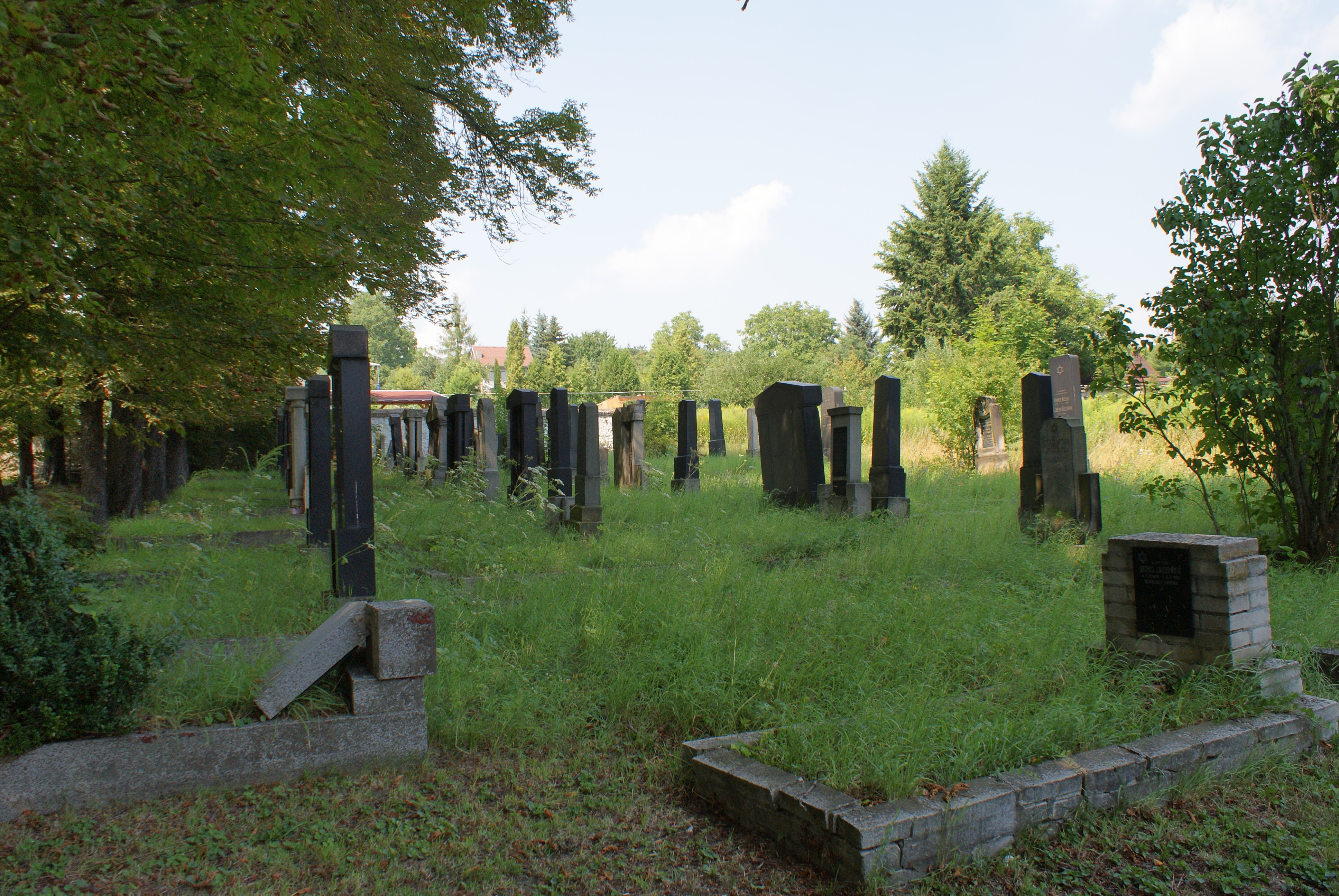
Jüdischer Friedhof in Kladno

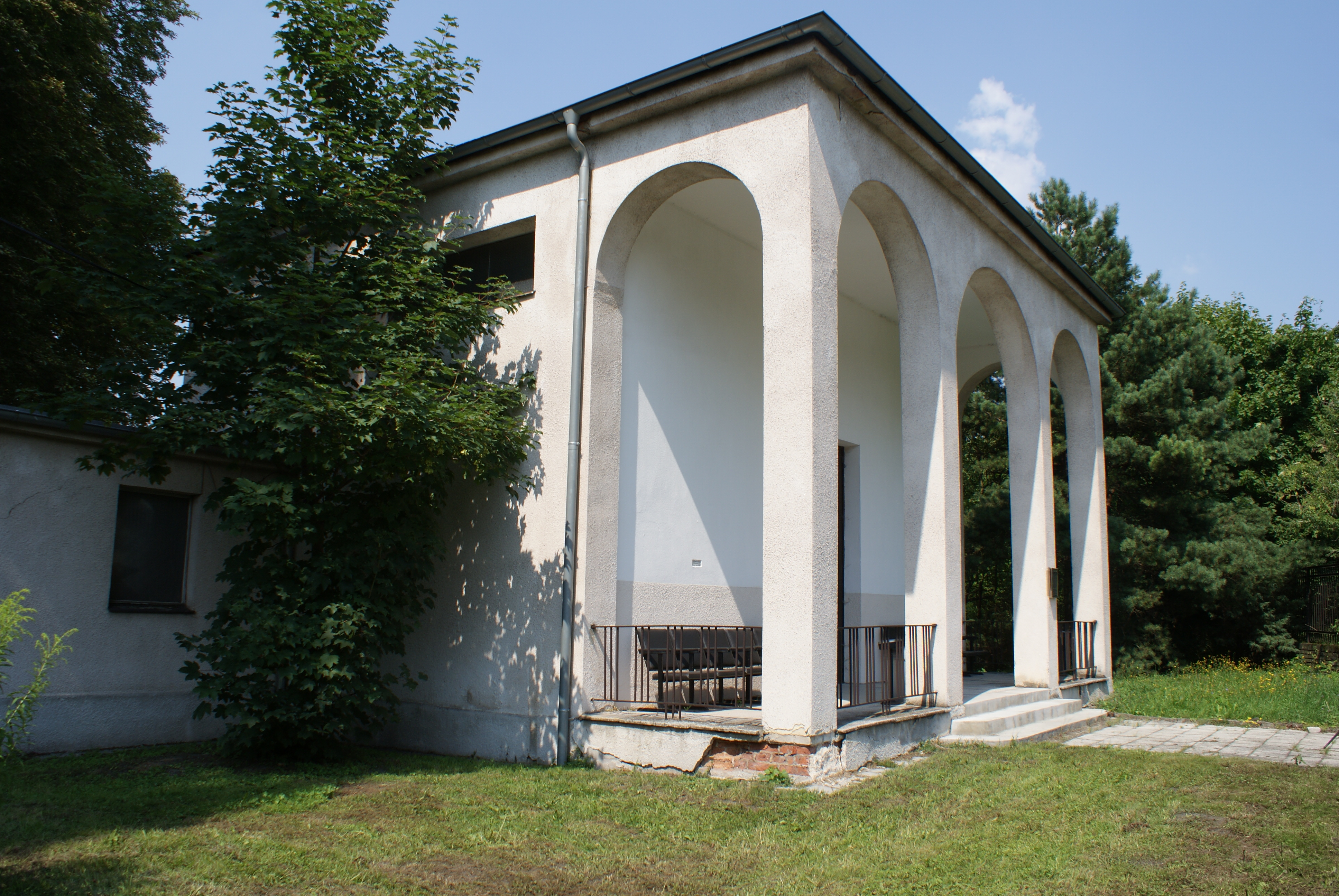
Taharahaus

Der Jüdische Friedhof in Kladno, einer Stadt in der Mittelböhmischen Region (Středočeský kraj) in Tschechien, wurde 1889 angelegt. Der jüdische Friedhof an der ulica Slánská wird immer noch belegt.
Das Taharahaus wurde in den letzten Jahren renoviert.